# John Laird (Politiker)

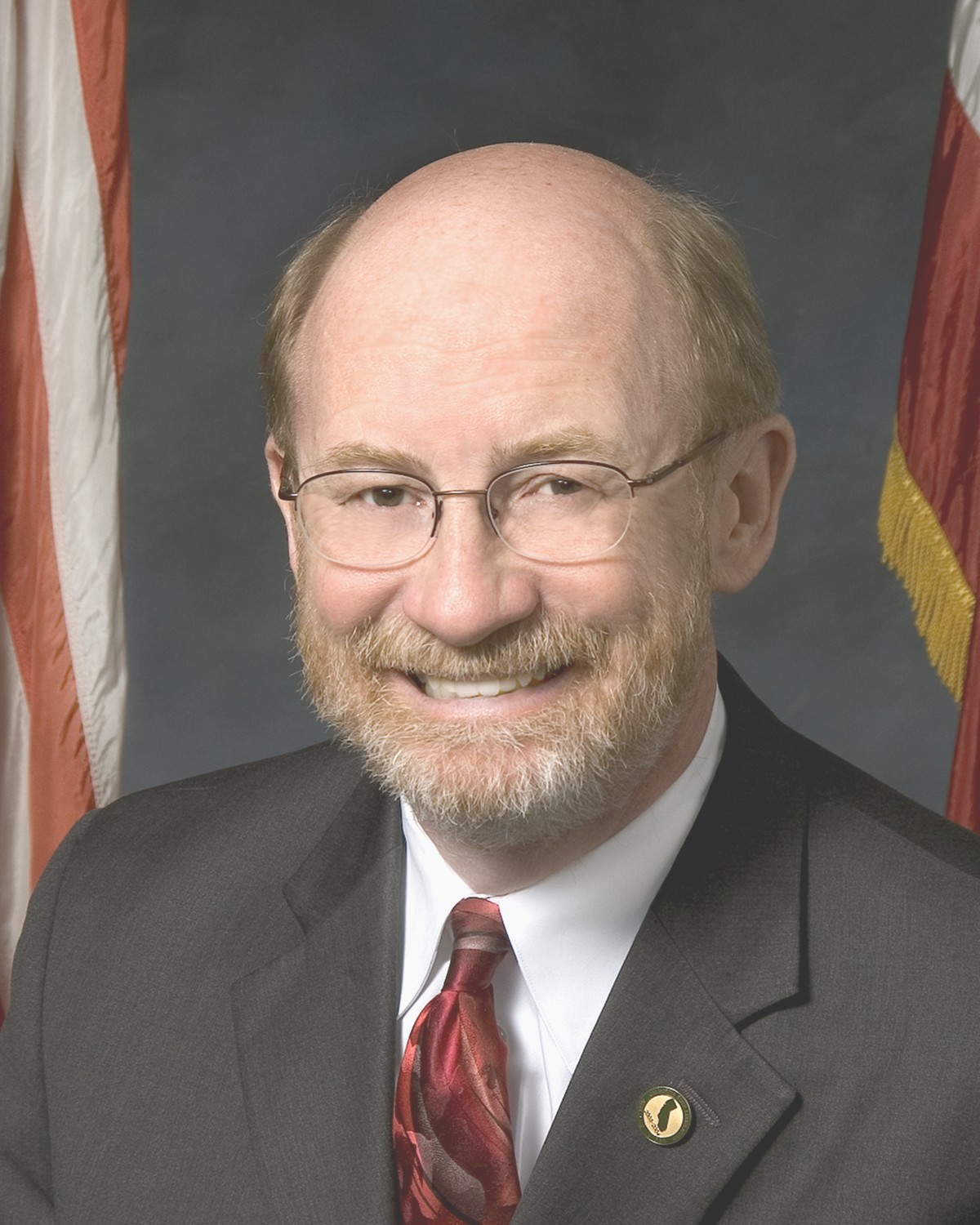
John Laird

John Laird (* 29. März 1950 in Santa Rosa, Kalifornien) ist ein US-amerikanischer Politiker der Demokratischen Partei.

## Leben und Wirken
Laird studierte an der University of California, Santa Cruz. Von 1983 bis 1984 und erneut von 1987 bis 1988 war er Bürgermeister von Santa Cruz. Vom 2. Dezember 2002 bis 30. November 2008 war Laird als Nachfolger von Fred Keeley Abgeordneter  in der California State Assembly. 2009 verlor er bei den Senatswahlen gegen Sam Blakeslee. Seit 5. Januar 2011 ist Laird Secretary of the California Natural Resources Agency. Laird wohnt offen homosexuell in Santa Cruz.